# 厚叶拉拉藤
厚叶拉拉藤（学名：Galium crassifolium），为茜草科拉拉藤属下的一个植物种。